# Anigraea siccata
Anigraea siccata là một loài bướm đêm trong họ Noctuidae.